# Rilevo
Rilevo (en macédonien Рилево) est un village du centre de la Macédoine du Nord, situé dans la municipalité de Dolneni. Le village comptait 69 habitants en 2002.

## Démographie
Lors du recensement de 2002, le village comptait :
- Macédoniens : 68
- Serbes : 1